# 拉奇
拉奇（阿爾巴尼亞語發音：[lat͡ʃ]），是阿爾巴尼亞西北部列澤州庫爾賓市镇的行政分区及该市镇的行政中心。原为单独的市镇，在2015年地方政府改革后成为库尔宾市镇的一部分。2011年人口普查时人口数量为17,086人。它也是前庫爾賓區的区府。拉奇足球俱樂部位于此镇。